# Corey Corbin
Corey Corbin (sinh ngày 12 tháng 6 năm 1969) là một cựu chính khách người Mỹ, từng phục vụ tại Hạ viện New Hampshire từ năm 2000 đến 2004. Ông đại diện cho quận Rockingham, và phục vụ trong Ủy ban Lao động Hạ viện.
Ông lần đầu tiên được bầu làm đảng Cộng hòa, nhưng chuyển sang đảng Dân chủ năm 2003 do sự phản đối chương trình nghị sự của Thống đốc Craig Benson.
Công khai đồng tính, Corbin đã tỏ ra dương tính HIV trong cuộc tranh luận về lập pháp về dự luật cấm hôn nhân đồng giới ở New Hampshire.
Trong bầu cử năm 2004 và 2006, Corbin đã tranh cử vào Thượng viện bang New Hampshire chống lại thượng nghị sĩ đương nhiệm Jack Barnes. Ông đã không thành công trong cả hai bầu cử.